# Formation d'Ulansuhai
La formation d'Ulansuhai, parfois formation d'Ulan Suhai, est une formation géologique d'âge Crétacé supérieur qui affleure dans le nord de la Chine dans la région autonome de Mongolie-Intérieure.
Elle est connue pour ses fossiles terrestres, en particulier de dinosaures.

## Datation
La formation d'Ulansuhai a longtemps été datée du Crétacé inférieur (Aptien-Albien) par simple analogie entre ses faunes fossiles et celles d'autres formations aptiennes de Chine.
Cependant des datations radiométriques potassium-argon réalisées sur les basaltes de la formation sous-jacente de Suhongtu ont montré qu'elle ne pouvait pas être plus vieille que 92 Ma (millions d'années), c'est-à-dire plus ancienne que le Turonien (Crétacé supérieur),.

## Description
La formation d'Ulansuhai affleure à proximité de la frontière avec la Mongolie, il s'agit surtout de grès et de calcaires rougeâtres. Son épaisseur sur la coupe type atteint une centaine de mètres. Elle repose en discordance sur les formations géologiques soit de Suhongtu, soit de Bayin-Gobi, datées du Crétacé inférieur.

## Faune

### Dinosaures
| Dinosaures de la formation d'Ulansuhai | Dinosaures de la formation d'Ulansuhai | Dinosaures de la formation d'Ulansuhai                                 | Dinosaures de la formation d'Ulansuhai | Dinosaures de la formation d'Ulansuhai |
| Taxon                                  | Présence                               | Description                                                            | Images                                 |                                        |
| -------------------------------------- | -------------------------------------- | ---------------------------------------------------------------------- | -------------------------------------- | -------------------------------------- |
| - Chilantaisaurus tashuikouensis       |                                        | Un néovénatoridé. « Squelette post-crânien fragmentaire »              |                                        |                                        |
| - Gobisaurus domoculus                 |                                        | Un ankylosauridé. « Crâne et possible squelette post-crânien »"        |                                        |                                        |
| - Shaochilong maortuensis              |                                        | Un carcharodontosauridé, nommé auparavant Chilantaisaurus maortuensis. |                                        |                                        |
| - Sinornithomimus dongi                |                                        | Un ornithomimidé. « 14 squelettes de juvéniles à adultes »             |                                        |                                        |
| - iguanodonte non déterminé            |                                        |                                                                        |                                        |                                        |